# Alma del violín flamenco

Alma del violín flamenco es el nombre del primer álbum de estudio del músico español Paco Montalvo. Fue lanzado al mercado por Maralvo Music el 30 de noviembre de 2015. El disco entró por primera vez en el Top 100 de iTunes en el mes de febrero de 2016 ocupando el puesto nº11 de Albums más vendidos y en agosto del mismo año logró el puesto número 1 en ventas de Amazon.

## Lista de canciones

### CD
1. Río Ancho
2. Sevilla por Bulerías
3. My Way
4. Lágrimas Negras
5. Romance Anónimo
6. Malagueña
7. El Vito Cordobés
8. Granada
9. La tarara
10. Guajira Flamenca
11. La Barrosa
12. Oriental